# Fauvisme
Pour les articles homonymes, voir Les Fauves.

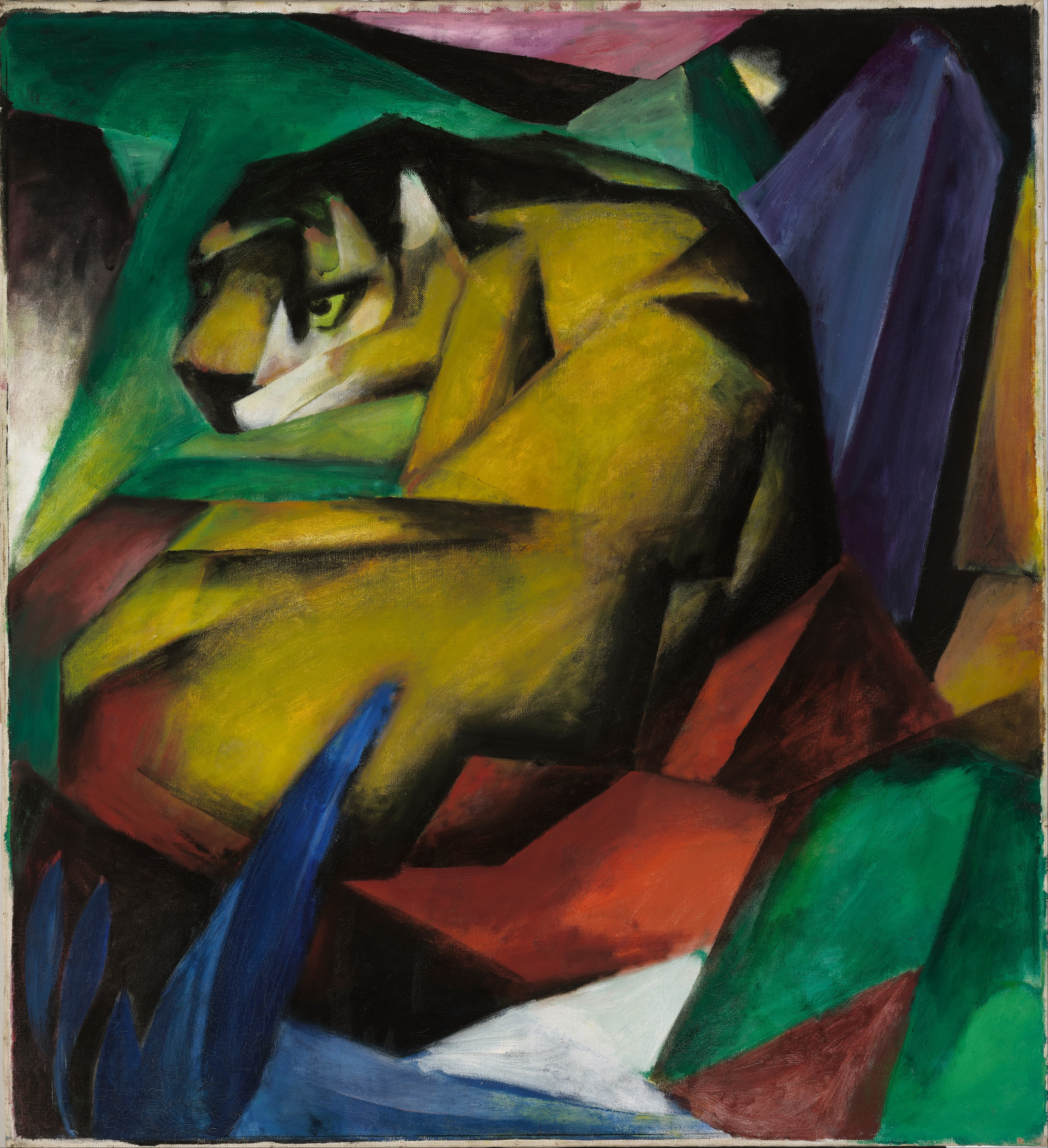
Franz Marc - Le Tigre, 1912.

Le fauvisme (ou les fauves) est un mouvement pictural né en France au début du XXe siècle. Les artistes de ce mouvement prônent l'utilisation de la couleur, et non du dessin comme il est d'usage dans l'art officiel.    
Le fauvisme est caractérisé par la systématisation de formes simplifiées, cloisonnées par des contours très marqués, et l'audace dans les recherches chromatiques. Les peintres ont recours à de larges aplats de couleurs pures et vives, et ils revendiquent un art fondé sur l'émotion. La couleur n'a pas pour ambition d'imiter la nature : la couleur devient un moyen pour l'artiste d'interpréter son sujet, au détriment du mimétisme habituellement recherché dans l'art académique. Les fauves assimilent les leçons de l'impressionnisme et exploitent leur palette. Leur but est de conserver les recherches impressionnistes sur la transcription de la lumière grâce à la couleur. Pour autant, les fauves séparent la couleur de sa référence réaliste à l'objet, afin d'en accentuer l'expression subjective. En ce sens, ils explorent une voie différente de celle des impressionnistes, fondée sur les sensations visuelles. En raison de son utilisation expressive et subjective de la couleur, le fauvisme est proche de l'expressionnisme apparu en Allemagne à peu près au même moment. 
Le mouvement du fauvisme en France n'a duré que quelques années. Les chefs de file sont les peintres André Derain, Henri Matisse, et Maurice de Vlaminck.

## Un contexte artistique propice

### Les recherches autour de la couleur
La question de la couleur devient une problématique majeure durant la seconde moitié du XIXe siècle. 
L'expansion des réseaux et des moyens de transport (maritime et ferroviaire entre autres) offre de nouvelles possibilités aux artistes. Ces derniers voyagent plus fréquemment et plus loin, que ce soit en Europe ou dans le reste du monde connu. De plus, l'invention et la commercialisation des tubes de peinture munis d'un capuchon à vis permet aux artistes de travailler en extérieur plus facilement, et de profiter ainsi des lumières variées et des couleurs des paysages. La peinture hors atelier s'intensifie au cours de la seconde moitié du 19e siècle, dans la lignée des peintres de Barbizon qui ont initié ce mouvement. Une véritable quête de la couleur se met en place pour les artistes relevant de la modernité, afin d'explorer des pistes picturales différentes de celles enseignées par les Beaux-Arts. En effet, l'enseignement artistique officiel prône depuis la fondation de l'Académie Royale de Peinture et de Sculpture une maîtrise du dessin, considéré alors comme supérieur à la couleur. Les artistes évoluant en marge du système officiel incarné par l'Académie explorent les qualités de la couleur en réponse à cet enseignement.  
Ces réappropriations de la couleur sont facilitées par la publication de traités sur la couleur. Les ouvrages existants sont alors dédiés aux phénomènes optiques depuis Newton au 18e siècle. Aussi, il manquait aux artistes des traités sur la couleur dans les arts. En 1840, Michel-Eugène Chevreul alors directeur de la Manufacture de tapisserie des Gobelins s'intéresse aux rendus des couleurs sur les fils de laine. Il publie en 1839 De la Loi du contraste simultané des couleurs, un ouvrage qui traite de la perception des couleurs. En 1867, Charles Blanc publie sa Grammaire des arts du dessin. Architecture, sculpture, peinture, jardins, gravure, eau-forte, camaïeu, lithographie. Cet ouvrage initie entre autres à la manière d'utiliser les couleurs pour les artistes et devient un manuel d'apprentissage important jusqu'à la veille de la Seconde Guerre mondiale.

### La mise en place du marché de l'art
Au début du XXe siècle, le contexte est propice à l'émergence de réflexions et pratiques esthétiques. Longtemps controversés, les impressionnistes triomphent désormais. Claude Monet multiplie les expositions à Paris et à New-York, et Auguste Renoir est célébré lors du Salon d'automne de 1904. Cette célébrité a été permise grâce au soutien, notamment financier, des marchands d'art. La mise en place formelle du marché de l'art entre la fin du XIXe siècle et le début du XXe siècle offre la possibilité aux artistes de vivre de leur production en marge du Salon organisé par l'Académie. En effet, depuis le XVIIe siècle, la reconnaissance des artistes est l'apanage du Salon, manifestation officielle de l'Académie Royale de Peinture et de Sculpture. Réussir au Salon permet aux artistes de recevoir des commandes d’œuvres d'art pour le gouvernement et pour des particuliers. Sans cette reconnaissance, les artistes doivent se placer sous la protection d'un mécène, puis au 19e siècle d'un marchand d'art. Les marchands d'art et les galeristes se développent au cours de la seconde moitié du xixe siècle et certains vont être d'importants soutiens financiers pour les artistes, à l'instar de Berthe Weill et de Paul Durand-Ruel. 
Les marchands d'art et galeristes soutenant la modernité artistique organisent d'ailleurs des expositions d'art moderne. Les impressionnistes ayant bénéficié de ce soutien triomphent sur la scène artistique et sont à la fois une source d'inspiration pour la nouvelle génération, et un modèle dont ils doivent s'affranchir. Les artistes postimpressionnistes tels que Cézanne, Vincent van Gogh et Gauguin ont commencé à s'émanciper de l'esthétique impressionniste, objectif qui sera poursuivi par cette nouvelle génération incarnée par Matisse et Derain. 

### Une nouvelle génération d'artistes
L'Académie Julian et l'École des beaux-arts sont fréquentées par une nouvelle génération d'artistes tels que Marquet, Rouault, Camoin, Manguin, Dufy, Braque. D'autres se rencontrent et se lient d'amitié au sein de l'académie Carrière, comme Matisse, Puy, Derain, Laprade, ou encore Chabaud.

#### Salon des indépendants de 1896
Les artistes composant le futur groupe des fauves exposent lors du Salon des indépendants de 1896. A cette occasion, Louis Valtat propose des peintures réalisées à Arcachon durant l'hiver 1895-1896, ainsi que quatre-vingts aquarelles, des dessins et des bois gravés qui comprenaient déjà des caractéristiques du fauvisme : des couleurs pures, des formes simplifiées, des perspectives abolies et des ombres supprimées.    

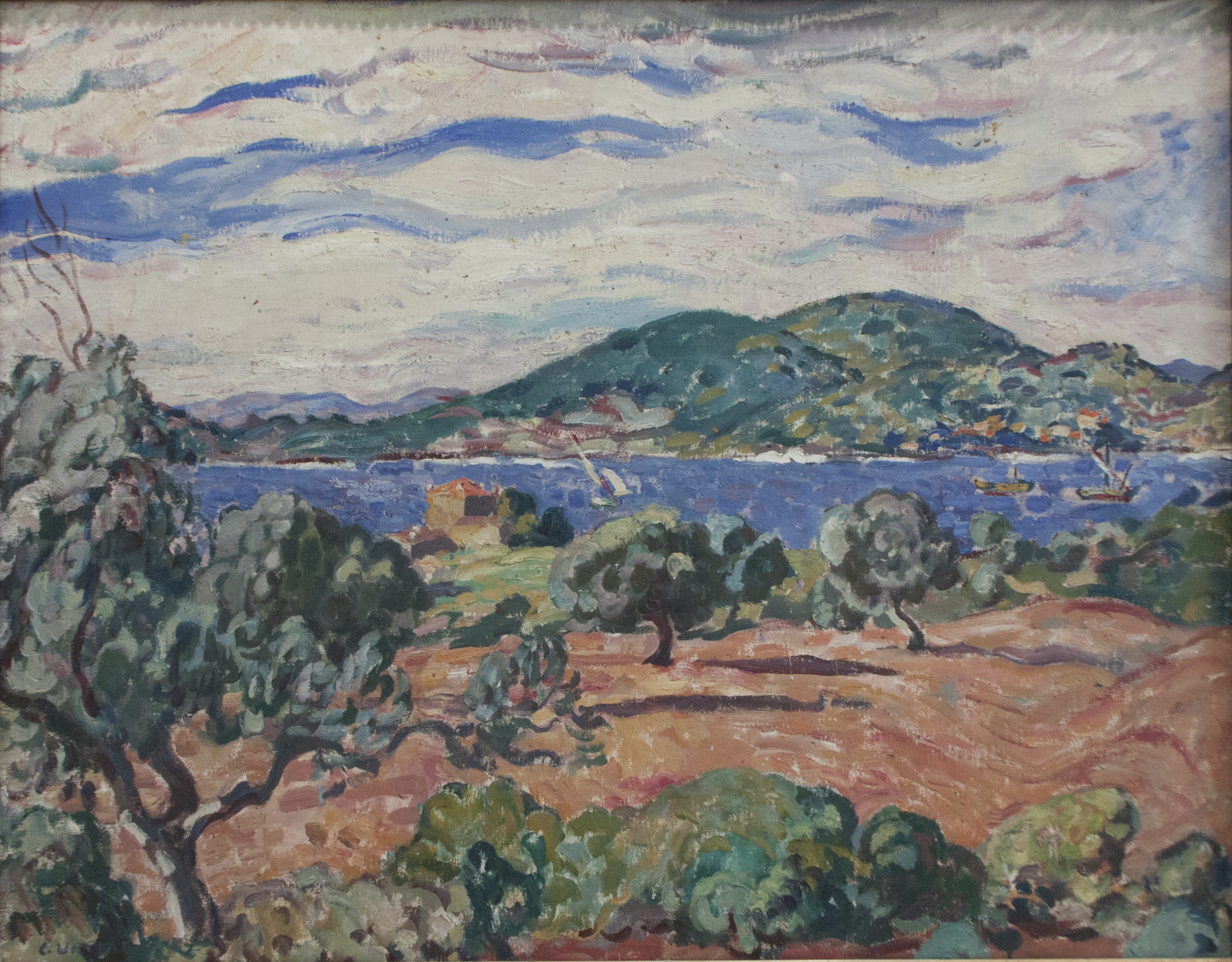
La baie d'Anthéor par Louis Valtat, vers 1906.

#### De Chatou à Collioure
Au début des années 1900, Derain et Vlaminck se rendent fréquemment à Le Pecq et à Chatou pour peindre en plein-air. Leur attachement pour Chatou les incite à y louer un atelier, ce qui sera à l'origine de l'expression école de Chatou :
« Peu de temps après notre rencontre et, pour ma part, libéré du service militaire, nous résolûmes, Derain et moi, de louer sinon un atelier, tout au moins un coin tranquille où nous pourrions nous retrouver, remiser notre matériel : toiles, couleurs, chevalets, et travailler. »
En 1905, Derain rejoint Matisse à Collioure. La lumière du sud et son impact sur les couleurs sont alors particulièrement recherchés par les artistes en pleine élaboration de leur esthétique. Vlaminck reste à Chatou, probablement pour des raisons financières. En effet, le peintre doit gratter certaines de ses œuvres pour récupérer les pigments, pratique fréquente chez les artistes pauvres.

## Le salon de 1905: l'événement fondateur du fauvisme

### Dénomination
Le mot « fauves » est employé pour la première fois par Louis Vauxcelles à l'occasion du Salon d'automne de 1905. Ce Salon a pour ambition de faire découvrir au grand public l'impressionnisme et ses prolongements, en marge des Salons officiels qui se tiennent au printemps.
Dans un article sur cet événement publié le 17 octobre dans Gil Blas, le journaliste décrit le salon pièce par pièce. La salle VII contient dix œuvres d'Henri Matisse, chef de file du mouvement, neuf d'André Derain et cinq pour chacun des autres, Maurice de Vlaminck, Albert Marquet, Charles Camoin, Henri Manguin, Marc Chagall. Exposés pour certains ailleurs dans le Salon, Raoul Dufy, Kees van Dongen, Othon Friesz, Jean Puy, Jules Flandrin, Jacqueline Marval, Auguste Chabaud, Georges Rouault ou encore Georges Braque appartiennent au mouvement ou lui sont liés. 

Deux oeuvres exposées dans la salle n°VII du Salon d'automne de 1905
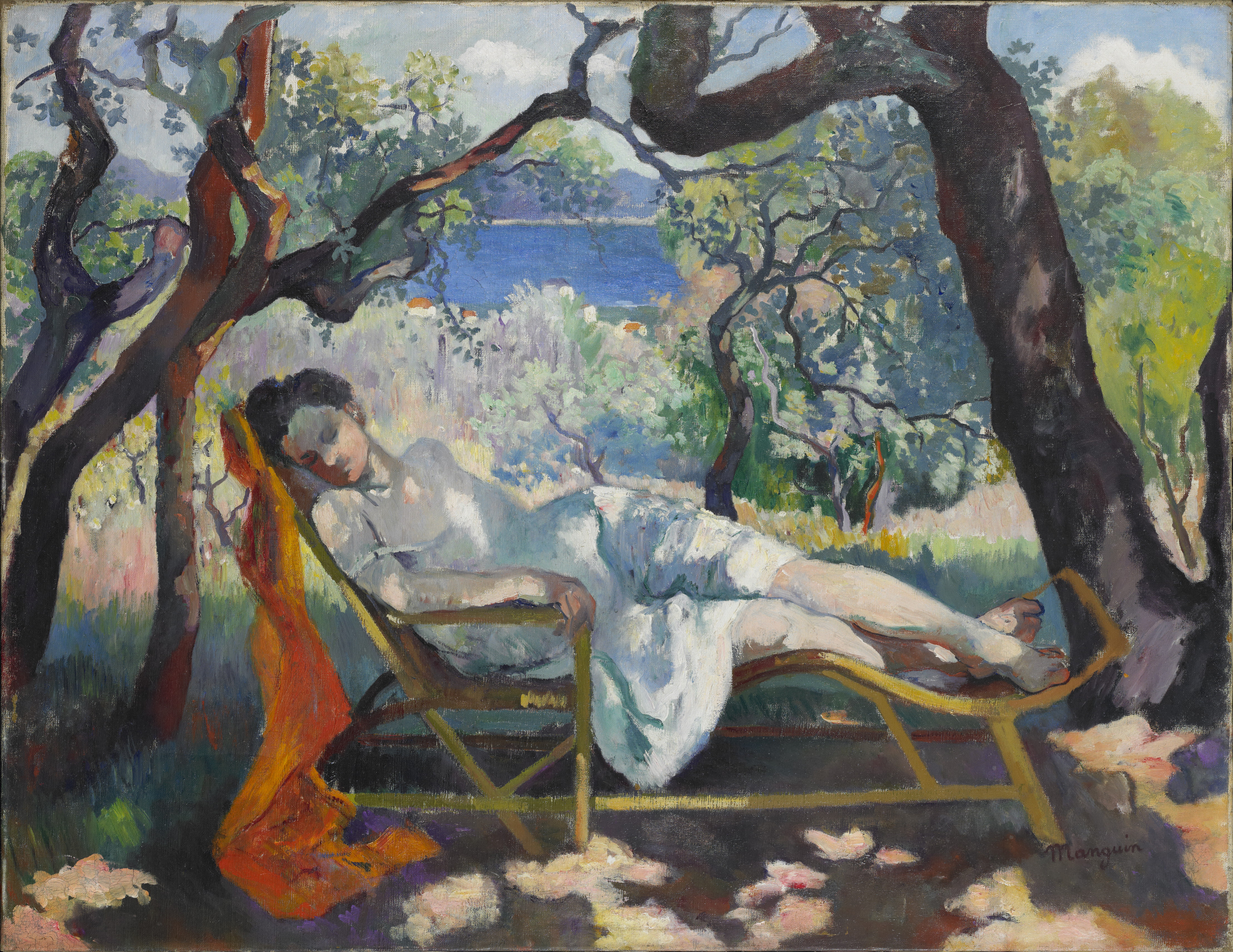
La Sieste, par Henri Manguin.
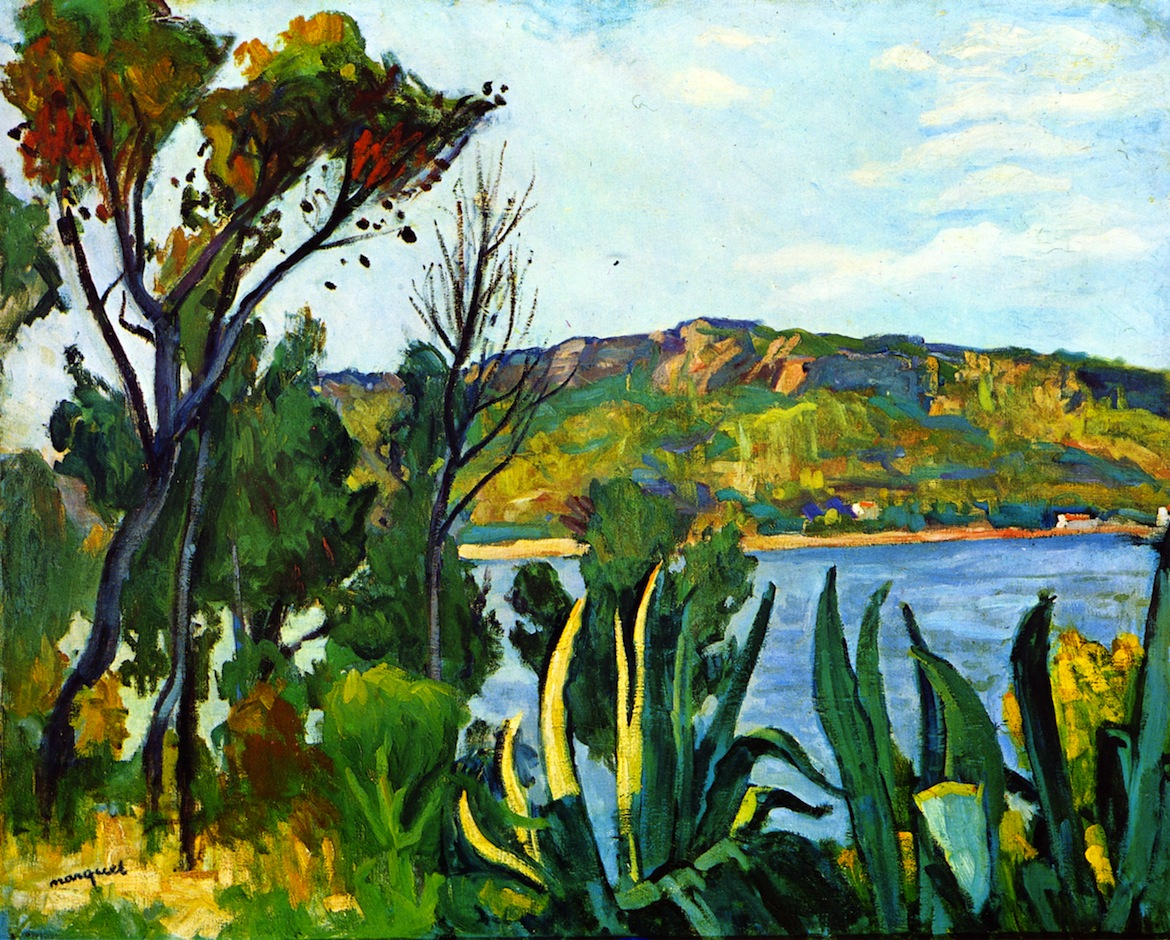
Vue d'Agay, par Albert Marquet.

Cette salle fait scandale :
« 
Salle archi-claire, des oseurs, des outranciers, de qui il faut déchiffrer les intentions, en laissant aux malins et aux sots le droit de rire, critique trop aisée. […] Au centre de la salle, un torse d'enfant et un petit buste en marbre d'Albert Marque, qui modèle avec une science délicate. La candeur de ces bustes surprend au milieu de l'orgie des tons purs : Donatello chez les fauves...
 »
Louis Vauxcelles évoque ici un buste d'enfant sculpté par Albert Marque situé au centre de la pièce. Le traitement classique de cette sculpture a donné l'idée à Vauxcelles de la comparer avec l'art de Donatello. Ce sculpteur emblématique de la Renaissance italienne est reconnu pour son traitement des lignes souples, voire douces. La comparaison a ainsi pour but de suggérer un décalage entre la sculpture blanche et la profusion colorée des toiles des fauves. Cette expression fit fortune et fut utilisée pour définir ce mouvement de fauvisme.  
Pour Matisse, l'appellation fauvisme n'est qu'"une étiquette propagée par les critiques et rien de plus", suggérant la connotation péjorative de sa création.  

### Matisse, chef de file malgré lui?
Matisse serait à l'origine de ce mouvement, en raison de son enthousiasme prononcé pour la couleur et pour la matière. En effet, Vauxcelles dit à propos du peintre :  
« Il a du courage, car son envoi - il le sait, de reste - aura le sort d'une vierge chrétienne livrée aux fauves du Cirque. M. Matisse est l'un des plus robustement doués des peintres d'aujourd'hui, il aurait pu obtenir de faciles bravos ; il préfère s'enfoncer, errer en des recherches passionnées, demander au pointillisme plus de vibration, de luminosité. » 
Le critique reconnaît ainsi le talent de l'artiste, tout en soulignant les conséquences d'une trop grande liberté dans les recherches esthétiques qui ne correspondent pas forcément aux normes établies par les institutions. La comparaison du martyre chrétien suggère ainsi cette pression sociale sur la voie à suivre des artistes pour être accepté par le public. 
Matisse s'attache à lui seul à développer en profondeur certaines données du fauvisme, notamment lorsque ses compagnons de la première heure abandonnent la nouvelle esthétique pour retourner à des conceptions plus traditionnelles. L'influence de Matisse se constate autant en France qu'à l'étranger, sur sa génération autant que sur les suivantes. C'est sous la conduite de Matisse et aussi sous l'influence de Van Gogh que les futurs fauves (Vlaminck, Derain, Manguin…) expriment dans leurs envois au Salon d'automne un farouche et virulent enthousiasme pour les joies dynamiques des tons les plus crus.  

### Principaux membres
- Georges Braque
- Charles Camoin
- Emilie Charmy
- Robert Delaunay
- André Derain
- Raoul Dufy
- Victor Dupont
- Emile Othon Friesz
- Helene Funke
- Pierre Girieud
- Henri Manguin
- Maurice Marinot
- Albert Marquet
- Jacqueline Marval
- Henri Matisse
- Jean Metzinger
- Robert Antoine Pinchon
- Ludovic-Rodo Pissarro
- Jean Puy
- Georges Rouault
- Louis Valtat
- Maurice de Vlaminck
- Auguste Chabaud
- René Seyssaud
- Louis Neillot

## Le style fauve

### Les sources

#### Les acquis de l'impressionnisme
Plusieurs influences communes peuvent être reconnues dans les œuvres de ces artistes. Vers 1900, un retour de la couleur s'avère inévitable. Les conceptions lumineuses du « pleinairisme » ensoleillé des impressionnistes ont été des leçons assimilées par les nabis.
Les couleurs cristallines impressionnistes sont également reprises, notamment par Manguin, dont la palette est dominée par des tons jaunes et orangés lumineux. Raoul Dufy, quant à lui, reprend fréquemment le thème de la Rue Montorgueil de Monet, dans ses 14 juillet au Havre ou Rue pavoisée. Le déploiement des drapeaux en travers de la rue est prétexte au déploiement de la couleur, ce que Monet avait déjà remarqué, et que Marquet avait utilisé la même année (14 juillet au Havre). Néanmoins, la composition, avec les lignes des drapeaux qui s'entrecroisent, est très novatrice.

#### Pointillisme
Les néo-impressionnistes constituent la première source. Leurs touches particulières, qui juxtaposent des couleurs pures au lieu de les mélanger, laissant à l'œil du spectateur le soin d'effectuer un travail de recomposition, sont reprises par Matisse, qui fut élève de Paul Signac à l'été 1904, et qui les transmet à son tour à Derain. Luxe, Calme et Volupté (1904) en est un exemple emblématique. Manguin lui-même est à la fois proche de Matisse, de Signac ou Henri-Edmond Cross, peintres divisionnistes s'il en est, tandis que Camoin fait directement référence à Manet par la concision de son dessin.

#### Gauguin
Dufy, Marquet, Mérodack-Jeanneau ou Girieud utilisent plutôt la technique de Gauguin, avec de grands aplats. Matisse et Derain n'hésitent pas non plus à s'en servir, et oscillent parfois entre les influences pointillistes et de Gauguin. Dans Japonaise au bord de l'eau, Matisse montre cette hésitation, en utilisant des touches assez longues quoique distantes l'une de l'autre, et même, à certains moments, des aplats. De même, Derain compose parfois ses toiles avec de larges rubans de couleurs (Le Faubourg de Collioure, 1905), alors que, dans des œuvres contemporaines (Bateaux dans le port de Collioure, Effets de soleil sur l'eau), il n'utilise que de petites touches juxtaposées.
Le style de Gauguin se retrouve dans un autre élément : l'utilisation du cerne autour des personnages. Celui-ci est particulièrement visible dans La Danse d'André Derain (1906).

#### Vincent van Gogh

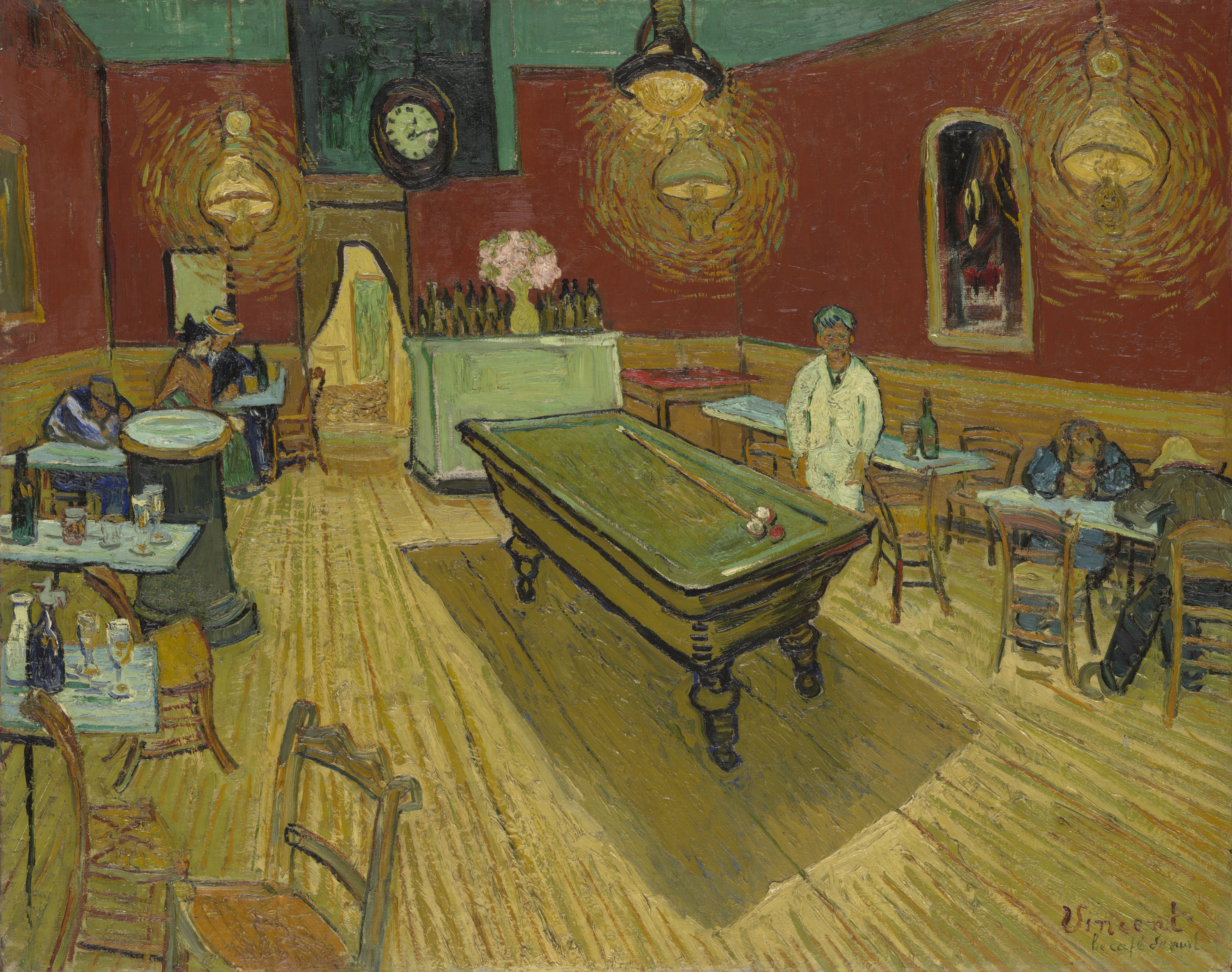
Van Gogh, Le Café de nuit, place Lamartine, Arles (1889, janvier). Ses recherches sur les couleurs complémentaires se retrouvent chez les peintres fauves, tels Vlaminck

Chez Vlaminck, c'est plutôt l'héritage de Van Gogh que l'on retrouve, comme le montre Partie de campagne, réalisé en 1907. Bien qu'hostile aux institutions muséales, il avait découvert cet artiste lors d'une exposition en 1901 chez Bernheim-Jeune, ce qui avait définitivement orienté sa carrière vers la peinture : 
« Jusqu'à ce jour, j'avais ignoré Van Gogh. Ses réalisations me parurent définitives ; mais du fait de l'admiration sans bornes que j'éprouvais pour l'homme et l’œuvre, il surgissait devant moi comme un adversaire. J'étais heureux des certitudes qu'il m'apportait, mais je venais de recevoir un rude coup ! Je retrouvais chez lui certaines de mes aspirations. Sans doute, de mêmes affinités nordiques ? Et, en même temps qu'un sens révolutionnaire, un sentiment presque religieux de l'interprétation de la nature. Je sortis de cette rétrospective, l'âme bouleversée. »
C'est d'ailleurs à cette même exposition que Derain présenta Vlaminck à Matisse.

#### Cézanne
Cézanne aussi est une source d'inspiration importante. Derain quant à lui s'en inspire dans La Danse, pour mener sa réflexion sur la place de la figure humaine dans un paysage, autant que dans Les Baigneuses de 1907, pour styliser ses figures. De même, la composition du Port de Collioure, très réfléchie, fait beaucoup penser à Cézanne.

#### L’influence des arts extra-occidentaux

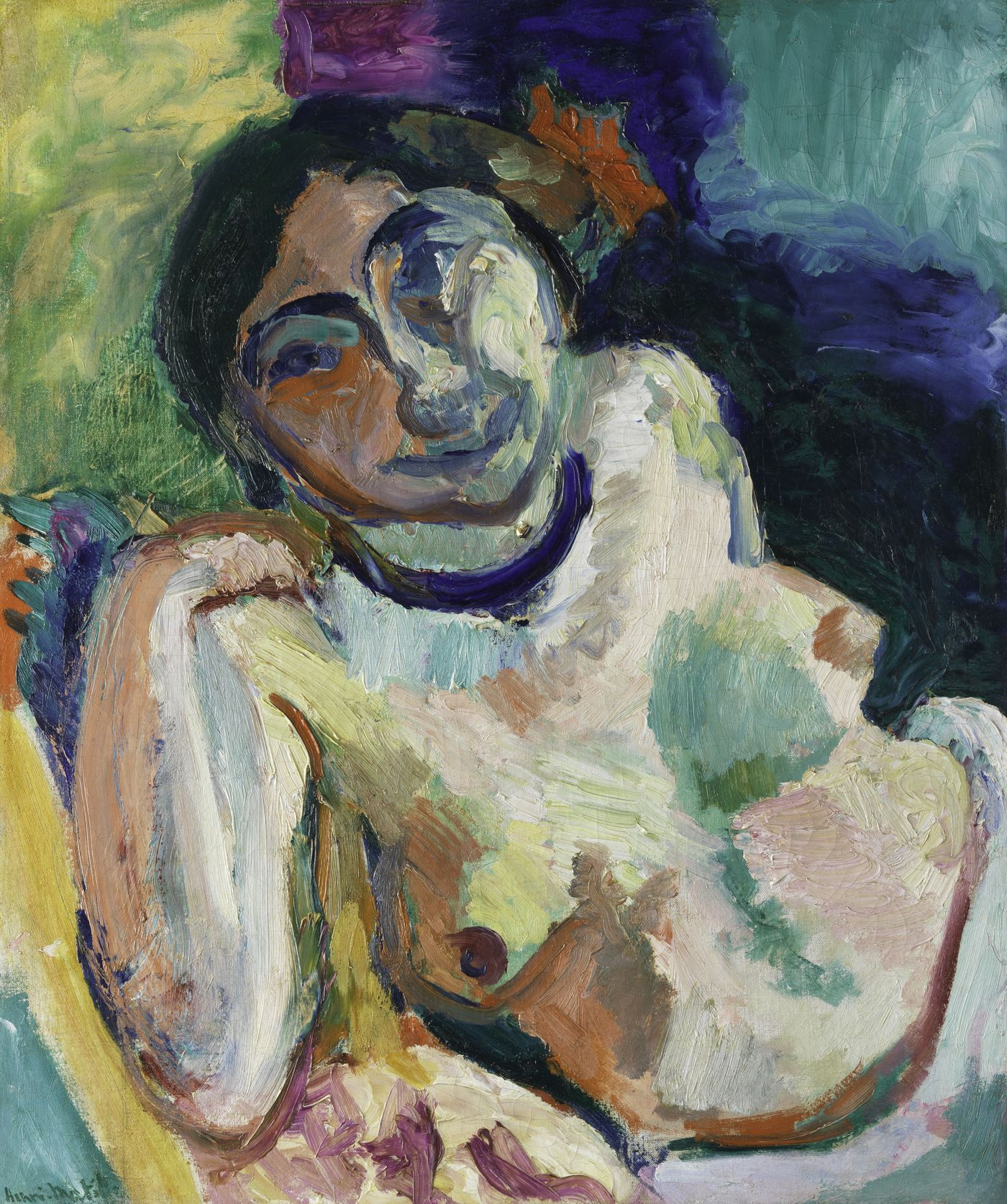
La Gitane, par Henri Matisse

Enfin, une dernière influence, celle des « arts premiers », océanien et africain. Ces arts exotiques, très décriés au XIXe siècle pour leur « laideur » et remis à l'honneur par Gauguin, sont collectionnés par les artistes qui les découvrent lors des expositions universelles. De nombreuses œuvres présentent des personnages aux visages stylisés en forme de masque, comme c'est le cas par exemple pour La Gitane, de Matisse.

### La couleur comme technique
C'est, de ce fait, une utilisation notable des couleurs, des lumières et du plein air qui va éclater et qui va entrainer dans la peinture des bouleversements dont il est alors difficile de prévoir les conséquences :  
« Peindre, pour moi, c'était une joie. Quand mes moyens me permettaient d'acheter des toiles, j'éprouvais un plaisir physique à étaler des couleurs. Comme je n'avais aucun ménagement à observer, que je n'envisageais d'obéir à aucune règle, que je me foutais complètement de ce que l'on pouvait penser de moi, je laissais libre cours à mes instincts révolutionnaires [...]. » 
Tout de même conscients de cette fragilité de la couleur, ils réagissent contre un impressionnisme auquel ils reprochent, comme Cézanne, Renoir ou Gauguin, son manque de structure, son refus de la notion de permanence. D'autre part, les fauves se proposent d'imaginer une réalité plus authentique que celle des apparences, construite solidement par les tons purs. La nouvelle esthétique s'appuie sur l'opposition aux nuances de la palette impressionniste, le refus de l'évocation réaliste de la nature et les recherches de transpositions de la couleur. A ce propos, Vlaminck exprime la sincérité dans l'usage de la couleur :
« Mes préoccupations terre-à-terre ne me faisaient pas oublier le problème par excellence : celui que posait LA PEINTURE : en employant des couleurs pures, telles qu'elles sortent du tube, arriver à une orchestration colorée ; en interprétant la vie, donner à une toile son atmosphère de fulgurantes et puissantes harmonies. »
On trouve des visions multicolores de ciels verts, de fleurs rouge vermillon, d'arbres couleur citron, de visages vert émeraude et ceci, dans l'intention de substituer aux harmonies mesurées mais conventionnelles de l'écriture traditionnelles, des polyphonies colorées par l'emploi de la couleur sortie des tubes : 
« La sensation de la profondeur sans le secours de la perspective traditionnelle, c’est l’apport de ma génération. Nous avons abandonné le modèle, la perspective, etc. Nous avons rejeté toutes les influences, les moyens acquis. Nous nous en sommes remis à la couleur ; elle nous a permis de rendre notre émotion sans mélange, sans moyens de construction réemployés. »
Pour les Fauves, la couleur organise la structure du tableau et répond à des logiques personnelles. Le sujet n'est considéré que sous l'angle de sa seule fonction plastique. Le degré d'intensité du ton, la mesure des surfaces peintes, la répartition des blancs, la distribution des cernes, le développement des arabesques ont pour objectif la cohésion et l'équilibre dans la toile. L'éternel problème de la profondeur et de l'illusion de l'espace est résolu par la puissance et le choix de la place des tons. La lumière n'est plus source d'éclairage, mais d'intensité. La simplification est la garantie de la multiplicité des tons. L'intention de l'artiste reste de retrouver la sensation première du choc de la perception du motif.

## Réception et acceptation du fauvisme
« Il est évident que si j'avais décidé de poursuivre une carrière dans les arts, si j'avais pensé vivre de la vente de mes tableaux, je n'aurais jamais fait ces "horribles barbouillages" de bleu, de vermillon et de chrome [...]. Mais j'aimais cela : la couleur ! »
Même si la réception des œuvres fauves connaît une vive critique lors de l'exposition au Salon d'Automne de 1905, l'acceptation des modernes prend un tournant décisif au cours des années 1920. Le cubisme et le fauvisme sont désormais reconnus comme des courants artistiques aussi novateurs que les impressionnistes. Le soutien du marché de l'art ainsi que la publication de monographies permettent de faire connaître ces esthétiques. En effet, Gallimard lance en 1919 une série d'ouvrages peu onéreux sur divers artistes. Ces biographies présentent les artistes et leurs créations par le biais de textes accessibles et d'illustrations. L'édition a pour objectif de toucher un public de plus en plus vaste, ce qui profite aux artistes de l'avant-garde.
De leur côté, les galeristes prennent le parti d'exposer ces artistes au détriment des jeunes générations : à titre d'exemple, André Derain présente ainsi ses œuvres uniquement en galerie dans les années 1920. Les amateurs d'art parisiens suivent la tendance et collectionnent cette production perçue comme novatrice. La Première Guerre mondiale provoque un ralentissement des investissements des collectionneurs pour l'art moderne, avant de reprendre dans les années 1925 notamment grâce à la vente de collections privées.
Le fauvisme ne dure cependant que le temps de voir surgir quelques œuvres empreintes de lyrisme et de couleurs. La dispersion rapide des fauves atteste que la tentative ne fut pas menée au bout de ses conséquences. Il existe une marge qui reste considérable entre ce que les fauves voulaient être et ce qu'ils sont devenus. Matisse commença à sentir les limites du mouvement et il n'osa pas les franchir, de peur de rompre avec une réalité traditionnelle de la nature dont il ne pouvait se passer. Finalement, le fauvisme s'affirme plus comme une technique qu'une esthétique. Comme le dit lui-même Vlaminck : « Le Fauvisme n'était pas une invention, une attitude. Mais une façon d'être, d'agir, de penser, de respirer. »

## Quelques œuvres représentatives
- Georges Braque, Paysage à l’Estaque, 1906 (60,3 × 72,7 cm), Art Institute of Chicago Paysage à l'Estaque de Chicago
- Georges Braque, Paysage à l’Estaque, 1906-1907 (50 × 61 cm), musée national d’art moderne centre Georges-Pompidou[21]
- Georges Braque, Le Port d'Anvers, 1905 (50,5 × 61,5 cm), huile sur toile, Kunstmuseum (Bâle)[22].
- Georges Braque, Le Port d'Anvers, 1906, huile sur toile (36 × 45 cm), collection particulière[23].
- Georges Braque, Le Port d'Anvers, 1906 (38 × 46 cm), Von der Heydt Museum Wuppertal[24].
- Charles Camoin, Portrait d'Albert Marquet, 1904, huile sur toile (92 × 73 cm), Musée national d'art moderne, Centre national d'art et de culture Georges-Pompidou, Paris[25].
- André Derain, Le Bassin de la Tamise à Londres, 1906, huile sur toile, Tate Gallery, Londres.
- André Derain, La Femme en chemise, 1906, huile sur toile (80 × 100 cm.) Statens Museum for Kunst, Cologne[26].
- André Derain, Le Port de Collioure, 1905, huile sur toile (60 × 73 cm), Musée national d'art moderne, Centre Georges-Pompidou, Paris[27].
- André Derain, Trois personnages assis sur l'herbe, 1906, huile sur toile (98 × 55 cm), Musée national d'art moderne, Centre Georges-Pompidou, Paris[28].
- Raoul Dufy, Les Affiches à Trouville, 1906, huile sur toile (65 × 81 cm), Musée national d'art moderne, Centre Georges-Pompidou, Paris[29],[30].
- Raoul Dufy, La Dame en rose, 1908, huile sur toile (81 × 65 cm), Musée national d'art moderne, Centre Georges-Pompidou, Paris[31].
- Othon Friesz, Paysage de La Ciotat, 1907, huile sur toile, Musée national d'art moderne, Centre Georges-Pompidou, Paris
- Henri Manguin, 14 juillet à Saint-Tropez, 1905, huile sur toile (61 × 50 cm), collection particulière[32].
- Albert Marquet, Les Affiches à Trouville, 1906, huile sur toile (64 × 81 cm), collection Mme John Hay Whitney, New York[33].
- Albert Marquet, Le 14 juillet au Havre, 1906, huile sur toile (81 × 65 cm), Musée de Bagnols-sur-Cèze[34].
- Henri Matisse, Femme au chapeau, automne 1905, huile sur toile (81 × 65 cm), Museum of Modern Art, San Francisco[35].
- Henri Matisse, La Raie verte, 1905, huile sur toile (42,5 × 32,5 cm), Statens Museum for Kunst, Cologne[36].
- Henri Matisse, Paysage de Collioure (étude pour le bonheur de vivre), été 1905, huile sur toile (46 × 55 cm), Statens Museum for Kunst, Cologne[37].
- Joan Miró, Nord Sud, huile sur toile (62 × 70 cm), huile sur toile 1916-1917, propriété de Paule et Adrien Maeght, Paris. Reproduction dans Dupin 1993, p. 54, catalogue de la fondation Pierre Gianadda p. 24[38].
- Henri Matisse, André Derain, été 1905, huile sur toile (38 × 28 cm), Tate Gallery, Londres[39].
- Jean Metzinger, Coucher de soleil no.1 (en) », c.1906, huile sur toile (72,5 × 100 cm), Rijksmuseum Kröller-Müller, Otterlo.
- Jean Metzinger, Paysage coloré aux oiseaux aquatiques, 1907, huile sur toile (74 × 99 cm), Musée d’art moderne de la Ville de Paris.
- Maurice de Vlaminck, Les Arbres rouges, 1906, huile sur toile (65 × 81 cm), Musée national d'art moderne, Centre Georges-Pompidou, Paris[40].
- Maurice de Vlaminck, Les Coteaux de Rueil, 1906, huile sur toile (46 × 56 cm), Musée d'Orsay, Paris[41].
- Maurice de Vlaminck, La Cuisine (Intérieur), 1904, huile sur toile (55 × 56 cm), Musée national d'art moderne, Centre Georges-Pompidou, Paris[42].
- Kees van Dongen, Nini, danseuse aux Folies Bergères, 1907-1908, huile sur toile (130 × 97 cm), Musée national d'art moderne, Centre Georges-Pompidou, Paris[43].

## Le fauvisme en Europe
Les nouveaux collectionneurs moscovites adopteront cette peinture. Les artistes russes, regroupés au sein de l'association La Toison d'Or, organiseront les premières expositions de peintures fauves en 1908. Leur troisième exposition, en 1910, mêlera des objets de l'artisanat russe aux tableaux de Nathalie Gontcharova et de Michel Larionov. Ce dernier entreprendra une série de tableaux consacrée aux prostituées. Auguste Chabaud, František Kupka adopteront le même thème. La prostituée de Kupka sera titrée Primitive.[réf. nécessaire]
Le qualificatif fauve désignera les toiles qui porteront la couleur pure à ses limites extrêmes. « Le fauvisme, dira Matisse, est venu du fait que nous nous placions tout à fait loin des couleurs d'imitation et qu'avec les couleurs pures nous obtenions des réactions plus fortes. » Ce courant aura une profonde influence sur les mouvements allemands Die Brücke et la Nouvelle Association des artistes munichois, dont la scission provoquera la création Der Blaue Reiter.[réf. nécessaire]

### Fauvisme allemand
Die Brücke
Franz Marc

### Fauvisme russe
- Kasimir Malevitch
- Vassily Kandinsky

### Fauvisme tchèque
- František Kupka

### Fauvisme hongrois
- Dezső Czigány
- Ödön Márffy
- Béla Czóbel
- József Rippl-Rónai, le nabi hongrois est associé aux fauves hongrois[44],[45],[46].

### Fauvisme espagnol
Le fauvisme espagnol est né à Sitges, par des rapports étroits qui s'étaient noués entre Paris et la Catalogne, au moyen de revues telles que Nord-Sud créée par Pierre Reverdy, qui donnait aussi son point de vue sur le cubisme.
- Juan de Echevarría
- Francisco Iturrino

### Fauvisme en Belgique
Le fauvisme en Belgique est communément appelé fauvisme brabançon.
- Jos Albert 1886-1981
- Jean Brusselmans 1884-1953
- Philibert Cockx 1879-1949
- Charles Counhaye 1884-1971
- Georges Creten 1887-1966
- Louis François Decoeur 1884-1960
- Anne-Pierre de Kat 1881-1968
- Éliane de Meuse 1899-1993
- Prosper de Troyer 1880-1961
- Gaston Debeer 1890-1954
- Charles Dehoy 1872-1940
- Jehan Frison 1882-1961
- Marthe Guillain 1890-1974
- Jos Léonard 1892-1957
- Henri Le Roux 1872-1942
- Henri Logelain 1889-1968
- Paul Maas 1890-1962
- Médard Maertens 1875-1946
- Albert-François Mathys 1885-1956
- Arthur Navez 1881-1931
- Auguste Oleffe 1867-1931
- Willem Paerels 1878-1962
- Roger Parent 1881-1985
- Ramah 1887-1947
- Ferdinand Schirren 1872-1944
- Pierre Scoupreman 1873-1960
- Rodolphe Strebelle 1880-1959
- Louis Thévenet 1874-1930
- Edgard Tytgat 1879-1957
- Franz van Monfort 1889-1980
- Jean Vanden Eeckhoudt 1875-1946
- Médard Verburgh 1886-1957
- Fernand Verhaegen 1883-1975
- Adolphe Wansart 1873-1954
- Fernand Wéry 1886-1964
- Rik Wouters 1882-1916